# Татаркевич, Владислав
Влади́слав Татарке́вич (пол. Władysław Tatarkiewicz, 3 апреля 1886 — 4 апреля 1980) — польский философ Львовско-Варшавской школы, академик.
Татаркевич учился в Берлине, Марбурге (у Германа Когена и Пауля Наторпа), Париже, Львове, был профессором Варшавского университета в 1915—1919 и в 1923—1961 годах. С 1930 года член Польской Академии наук.
Учениками Татаркевича были Стефан Моравский, Ян Бялостоцкий.

## Книги
- Historia filozofii[пол.], 3t.
  - Русский перевод 1-го тома: История философии. Античная и средневековая философия = Historia filozofii. Filozofia starożytna i średniowieczna / Перевод с польского В. Н. Кваскова. — Пермь: Изд-во Пермского Университета, 2000. — 482 с. — ISBN 5-8241-0229-5.
- Historia estetyki, 3t. (русский перевод 1-го тома: Античная эстетика, 1977)
- Dzieje sześciu pojęć (русский перевод: История шести понятий, 2003)
- O szczęściu (русский перевод в книге: О счастье и совершенстве человека, 1981)
- O doskonałości (русский перевод в книге: О счастье и совершенстве человека, 1981)
- Droga do filozofii
- Droga przez estetykę
- Dominik Merlini
- Łazienki warszawskie
- O sztuce polskiej XVII i XVIII wieku
- Parerga